# Casona de Belén
La casona de Belén es una edificación comercial ubicada en el distrito de Belén, provincia de Maynas, Perú.

## Descripción
La casona es el corazón principal del mercado Belén, la zona de comercio más amplia del área metropolitana de Iquitos. La edificación suele ser considerada deficiente y con poco nivel de sanidad, por dicha cuestión el Ministerio de Salud a inicios de 2020 la clausuró en el contexto de la pandemia de COVID-19 en Loreto, en junio de ese mismo fue reabierta. Desde medianos de 2020 durante las políticas de reactivación económica post-confinamiento parte del pasaje Paquito funciona dentro de la casona.

### Remodelación
El 30 de julio de 2024, la municipalidad de Belén informó que obtuvo el visto bueno del Ministerio de la Producción para la remodelación de la casona, el 11 de septiembre de ese año inició la licitación para la obra, y el 6 de diciembre de ese mismo año se dio proceso a la demolición de la casona existente para la construcción de la nueva, bajo el plazo de seis meses. La gestión municipal también comunicó a los comerciantes que recibirían asesoramientos y ayuda para que pueden desarrollar sus actividades con normalidad mientras dura la remodelación, pero los comerciantes informaron que la participación de la alcaldía es nula y que sus ventas se vieron afectadas.